# Munsaari
Munsaari est une île de l'archipel de Kotka dans le golfe de Finlande en Finlande.

## Géographie
Située dans le quartier de Ruonala, Munsaari est situé entre les îles Mussalo et Hovinsaari.
Munsaari est à environ six kilomètres du centre de Kotka. 
Il y a une liaison routière vers Munsaari qui commence à l'église de Ruonala et se termine au tournant au bout de la route, où il y a un arrêt de bus.
La longueur de la route est d'un kilomètre et c'est la seule route goudronnée de Munsaari.
En plus de la route principale, Munsaari a d'étroites ruelles sablonneuses bordées de vieilles maisons en bois.